# Зенфтенберзький планетарій
Зенфтенберзький планетарій — колишній планетарій в Німеччині у Зенфтенберзі, який працював від 1966 до 2015 року. Був побудований в часи Німецької демократичної республіки і до падіння Берлінського муру перебував під управлянням району Котбус. Потім планетарієм управляли недержавні компанії, а в 2015 році планетарій закрився через відсутність фінансування.

## Історія
Зенфтенберзький планетарій був урочисто відкритий 10 вересня 1966 року, ставши першим шкільним планетарієм в районі Котбус. З моменту відкриття в 1966 році до падіння Берлінського муру в 1989 році планетарій перебував під управлінням району Котбус. Під час возз'єднання Німеччини планетарій передали району Верхній Шпреевальд-Лаузіц. У 1992 році заснували організацію Senftenberger Sternfreunde, яка орендувала планетарій та експлуатувала його до 31 грудня 2011 року. З 1 січня 2012 року планетарій перейшов під управління нової організації Planetarium Senftenberg. У 2015 році планетарій закрився через відсутність фінансування. Наприкінці 2015 року район продав нерухомість приватному інвестору, який мав наміри використати територію для житлового будівництва.

## Директори
- 1966—1969 Герберт Зіглер
- 1970—2011 Вернер Кірпал
- 2012—2015 Анджела Міосга

## Будівля
Зразком для будівлі послужив планетарій астрономічної станції Йоганна Кеплера. У Зенфтенберзі дещо змінили вхідну частину будівлі та додали класну кімнату. Купольна конструкція мала діаметр 8 м. Її особливістю і певним конструкційним недоліком був горизонт, завищений приблизно на 1 м, через що проєктор доводилось підіймати на таку ж висоту. Проєкційний зал був розрахований на 45 осіб, але міг бути розширений до 60 осіб.

## Проєктор
Планетарій був обладнаний проєкційним пристроєм фірми Carl Zeiss Jena марки Zeiss-Kleinplanetarium 1 (ZKP1). Ця версія випускалася з 1951 року. Проєктор показував близько 6000 зір і мав кілька додаткових вбудованих проєкторів для відображення планет, які треба було налаштовувати вручну, що вимагало значного рівня астрономічних знань.